# Harrisimemna sexguttata
Harrisimemna sexguttata là một loài bướm đêm trong họ Noctuidae.